# Регламент № 1275/2008
6 січня 2010 року набув чинности Регламент Європейської Комісії № 1275/2008, який регулює вимоги до споживання електроенергії в режимах очікування та вимкнення електричного та електронного побутового та офісного обладнання. Цей регламент є результатом ініціативи «Один ват» Міжнародного енергетичного агентства (МЕА).
Регламент передбачає, що з 6 січня 2010 року «вимкнений режим» та режим очікування не повинні перевищувати 1 Вт, а «режим очікування плюс» (надання інформації або відображення стану на додаток до можливої функції повторного ввімкнення) не повинен перевищувати 2 Вт. Обладнання повинно, де це доречно, забезпечувати вимкнений режим та/або режим очікування, коли воно підключене до джерела живлення. Ці показники були зменшені вдвічі 6 січня 2013 року.